# Großrückerswalde
Großrückerswalde település Németországban, azon belül Szászország tartományban. Lakosainak száma 3319 fő (2023. december 31.).

## Népesség
A település népességének változása:
| Lakosok száma | 3437 | 3346 | 3346 | 3358 | 3319 |
|               | 2017 | 2019 | 2021 | 2022 | 2023 |